# العلاقات الهندية الفنزويلية
العلاقات الهندية الفنزويلية هي العلاقات الثنائية التي تجمع بين الهند وفنزويلا.

## مقارنة بين البلدين
هذه مقارنة عامة ومرجعية للدولتين:
| وجه المقارنة                                              | الهند                       | فنزويلا                                  |
| --------------------------------------------------------- | --------------------------- | ---------------------------------------- |
| المساحة (كم2)                                             | 3.29 مليون                  | 916.45 ألف                               |
| عدد السكان (نسمة)                                         | 1.35 مليار                  | 28.87 مليون                              |
| الكثافة السكانية (ن./كم²)                                 | 410.33                      | 31.5                                     |
| العاصمة                                                   | نيودلهي                     | كاراكاس                                  |
| اللغة الرسمية                                             | اللغة الهندية، لغة إنجليزية | اللغة الإسبانية، لغة الإشارة الفنزويلية ‏ |
| العملة                                                    | روبية هندية                 | بوليفار فنزويلي                          |
| الناتج المحلي الإجمالي (بليون دولار)                      | 2.60 تريليون                | 482.36 مليار                             |
| الناتج المحلي الإجمالي (تعادل القوة الشرائية) بليون دولار | 8.00 تريليون                |                                          |
| الناتج المحلي الإجمالي الاسمي للفرد دولار أمريكي          | 1.60 ألف                    |                                          |
| الناتج المحلي الإجمالي للفرد دولار أمريكي                 | 5.70 ألف                    |                                          |
| مؤشر التنمية البشرية                                      | 0.609                       | 0.762                                    |
| رمز المكالمات الدولي                                      | +91                         | +58                                      |
| رمز الإنترنت                                              | .in، .भारत ‏، .بھارت ‏،        | .ve                                      |
| المنطقة الزمنية                                           | ت ع م+05:30، توقيت الهند    | 00                                       |

## مدن متوأمة
في ما يلي قائمة باتفاقيات التوأمة بين مدن هندية وفنزويلية:
- ترتبط نافي مومباي مع كاراكاس باتفاقية توأمة.

## منظمات دولية مشتركة
يشترك البلدان في عضوية مجموعة من المنظمات الدولية، منها:
| علم المنظمة | اسم المنظمة                        | تاريخ انضمام الهند | تاريخ انضمام فنزويلا |
| ----------- | ---------------------------------- | ------------------ | -------------------- |
|             | يونسكو                             | 4 نوفمبر 1946      | 25 نوفمبر 1946       |
|             | مؤسسة التمويل الدولية              | 20 يوليو 1956      | 28 ديسمبر 1956       |
|             | منظمة حظر الأسلحة الكيميائية       | ?                  | ?                    |
|             | منظمة التجارة العالمية             | 1995               | ?                    |
|             | وكالة ضمان الاستثمار متعدد الأطراف | 6 يناير 1994       | 9 مايو 1994          |
|             | الاتحاد البريدي العالمي            | ?                  | ?                    |
|             | منظمة الشرطة الجنائية الدولية      | ?                  | ?                    |
|             | الأمم المتحدة                      | 30 أكتوبر 1945     | 15 نوفمبر 1945       |
|             | الاتحاد الدولي للاتصالات           | 1869               | 13 أغسطس 1920        |
|             | البنك الدولي للإنشاء والتعمير      | 27 ديسمبر 1945     | 30 ديسمبر 1946       |
|             | المنظمة الهيدروغرافية الدولية      | ?                  | ?                    |

## وصلات خارجية
- موقع وزارة الخارجية الهندية
- موقع وزارة الخارجية الفنزويلية